# العلاقات الوسط إفريقية الفيتنامية
العلاقات الوسط أفريقية الفيتنامية هي العلاقات الثنائية التي تجمع بين جمهورية أفريقيا الوسطى وفيتنام.

## مقارنة بين البلدين
هذه مقارنة عامة ومرجعية للدولتين:
| وجه المقارنة                                              | جمهورية أفريقيا الوسطى      | فيتنام           |
| --------------------------------------------------------- | --------------------------- | ---------------- |
| المساحة (كم2)                                             | 622.98 ألف                  | 331.69 ألف       |
| عدد السكان (نسمة)                                         | 4.66 مليون                  | 94.66 مليون      |
| الكثافة السكانية (ن./كم²)                                 | 7.48                        | 285.39           |
| العاصمة                                                   | بانغي                       | هانوي            |
| اللغة الرسمية                                             | لغة فرنسية، اللغة السانغوية | اللغة الفيتنامية |
| العملة                                                    | فرنك وسط أفريقي             | دونغ فيتنامي     |
| الناتج المحلي الإجمالي (بليون دولار)                      | 1.95 مليار                  | 234.19 مليار     |
| الناتج المحلي الإجمالي (تعادل القوة الشرائية) بليون دولار | 3.03 مليار                  | 553.42 مليار     |
| الناتج المحلي الإجمالي الاسمي للفرد دولار أمريكي          | 323                         | 2.48 ألف         |
| الناتج المحلي الإجمالي للفرد دولار أمريكي                 | 594                         | 5.63 ألف         |
| مؤشر التنمية البشرية                                      | 0.350                       | 0.666            |
| رمز المكالمات الدولي                                      | +236                        | +84              |
| رمز الإنترنت                                              | .cf                         | .vn              |
| المنطقة الزمنية                                           | ت ع م+01:00                 | ت ع م+07:00      |

## منظمات دولية مشتركة
يشترك البلدان في عضوية مجموعة من المنظمات الدولية، منها:
| علم المنظمة | اسم المنظمة                        | تاريخ انضمام جمهورية أفريقيا الوسطى | تاريخ انضمام فيتنام |
| ----------- | ---------------------------------- | ----------------------------------- | ------------------- |
|             | مؤسسة التنمية الدولية              | 27 أغسطس 1963                       | 24 سبتمبر 1960      |
|             | يونسكو                             | 11 نوفمبر 1960                      | 6 يوليو 1951        |
|             | وكالة ضمان الاستثمار متعدد الأطراف | 8 سبتمبر 2000                       | 5 أكتوبر 1994       |
|             | الأمم المتحدة                      | 20 سبتمبر 1960                      | 20 سبتمبر 1977      |
|             | الفريق المعني برصد الأرض           | ?                                   | ?                   |
|             | الاتحاد البريدي العالمي            | ?                                   | ?                   |
|             | البنك الدولي للإنشاء والتعمير      | 10 يوليو 1963                       | 21 سبتمبر 1956      |
|             | الاتحاد الدولي للاتصالات           | 2 ديسمبر 1960                       | 24 سبتمبر 1951      |
|             | منظمة حظر الأسلحة الكيميائية       | ?                                   | ?                   |
|             | مؤسسة التمويل الدولية              | 1 أبريل 1991                        | 4 أغسطس 1967        |
|             | منظمة التجارة العالمية             | ?                                   | 11 يناير 2007       |
|             | منظمة الشرطة الجنائية الدولية      | ?                                   | ?                   |

## وصلات خارجية
- موقع وزارة الخارجية الفيتنامية